# F.C. De Kampioenen Café
F.C. De Kampioenen Café is een attractie in het Belgische attractiepark Plopsaland Belgium dat opende in 2014. Het F.C. De Kampioenen Café is een museum en café dat gebaseerd is op de Vlaamse serie F.C. De Kampioenen. 
Naast het nagebouwde café van Pascale en Oscar is ook de antiekzaak van Fernand nagebouwd.

## Geschiedenis

### Kinderdisco
Oorspronkelijk was dit gebouw een kinderdisco. Aan de gevel waren logo's van de tienerreeksen Spring en TopStars te vinden. Vanbinnen stond een display van de muziekgroep Spring, met een levensgrote foto van Jelle, Anneleen, Cara en Dami. Van 2005 tot 2007 werd de naam Kinderdisco gebruikt. In 2008 veranderde de naam naar Radio BEMBEM Disco ter promotie van de toenmalige digitale radiozender van Studio100 Radio BEMBEM. Datzelfde jaar sloot de kinderdisco.

### K3-museum
Het oude museum werd in 2006 officieel geopend door Karen, Kristel, Kathleen en voormalig Plopsa-directeur Steve Van den Kerkhof, en bevond zich in een ruimte naast het Bos van Plop welke vroeger fungeerde als vertelklas voor educatieve projecten van scholen. In 2007 werden de stukken tijdelijk ondergebracht in Plopsa Indoor Hasselt. Eind maart 2008 verhuisden de stukken weer naar De Panne, naar de toenmalige kinderdisco. Het museum bevatte foto's, krantenknipsels van K3, alsook decors en outfits uit shows, musicals en films van de groep. In 2012 werd het gebouw weer deels ingericht als kinderdisco. De naam werd toen ook veranderd naar Telenet Disco of weer Kinderdisco.

## Toekomstige plannen
In 2025 diende Plopsaland een bouwaanvraag in voor de sloop van het gebouw waarin het F.C. De Kampioenen Café zich bevindt. Volgens de plannen zal het gebouw plaatsmaken voor een nieuwe zone met onder meer een Flying Theater, een Grand Café, een bowlingbaan en een arcadehal. 

## Trivia
- Naast deze attractie is er ook een F.C. De Kampioenengedeelte te vinden in de Plopsashop aan de ingang van het park.
- In het najaar van 2012 werd een deel van de ruimte gebruikt als ontmoetingsruimte met Dracula, Sinterklaas, en de Kerstman.

Afbeeldingen